# Ödön Gróf
Ödön Gróf (Hungría, 15 de abril de 1915-16 de enero de 1997) fue un nadador húngaro especializado en pruebas de estilo libre, donde consiguió ser medallista de bronce olímpico en 1936 en los 4x200 metros.

## Carrera deportiva
En los Juegos Olímpicos de Berlín 1936 ganó la medalla de bronce en los relevos de 4x200 metros estilo libre, con un tiempo 9:12.3 segundos), tras Japón (oro) y  Estados Unidos (plata); sus compañeros de equipo fueron los nadadores: Oszkár Abay-Nemes, Ferenc Csik y Árpád Lengyel.